# Нижегородский переулок
Нижегоро́дский переу́лок — улица в центре Москвы в Таганском районе между Нижегородской улицей и Малой Калитниковской улицей.

## Происхождение названия
В прошлом Слободская улица. В 1922 году названа по Нижегородской улице.

## Описание
Нижегородский переулок начинается от Нижегородской улицы, проходит на юг, пересекает Большую Калитниковскую, слева к нему примыкает Средняя и заканчивается на Малой Калитниковской. Домов за переулком не числится.